# The Fighting Lover
The Fighting Lover è un cortometraggio muto del 1921 diretto da Fred LeRoy Granville.

## Produzione
Il film fu prodotto dall'Universal Film Manufacturing Company.

## Distribuzione
Il film - presentato da Carl Laemmle - uscì nelle sale cinematografiche statunitensi il 13 giugno 1921.